# Lionel Banks
Pour les articles homonymes, voir Banks.
Lionel Banks est un décorateur de cinéma (ou, plus largement, directeur artistique) américain, de son nom complet Lionel Cornelius Banks, né à Salt Lake City (Utah, États-Unis) le 22 juin 1901 et mort à Los Angeles (Californie, États-Unis) le 20 mars 1950.
Il a travaillé pour la Columbia Pictures (principalement) et pour la RKO Pictures, collaborant à près de 250 films américains entre 1935 et 1949. Au long de sa carrière, il a eu sept nominations à l'Oscar de la meilleure direction artistique, mais n'en a gagné aucun.

## Filmographie partielle
- 1937 : Les Horizons perdus (Lost Horizon) de Frank Capra (assistant du directeur artistique)
- 1937 : Cette sacrée vérité (The Awful Truth) de Leo McCarey
- 1937 : Le Fantôme du cirque (The Shadow) de Charles C. Coleman
- 1938 : Miss Catastrophe (There's always a Woman) d'Alexander Hall
- 1938 : Vacances (Holiday) de George Cukor
- 1938 : Vous ne l'emporterez pas avec vous (You can't take it with you) de Frank Capra
- 1939 : La Tragédie de la forêt rouge (Romance of The Redwoods)
- 1939 : Ah ! Quelle femme ! (There's that Woman again) d'Alexander Hall
- 1939 : L'Empreinte du loup solitaire (The Lone Wolf Spy Hunt) de Peter Godfrey
- 1939 : Ma femme et mon patron (Blondie meets the Boss) de Frank R. Strayer
- 1939 : Seuls les anges ont des ailes (Only Angels have Wings) d'Howard Hawks
- 1939 : Nous irons à Paris (Good Girls go to Paris) d'Alexander Hall
- 1939 : L'Esclave aux mains d'or (Golden Boy) de Rouben Mamoulian
- 1939 : Laissez-nous vivre (Let us live) de John Brahm
- 1939 : L'Étonnant M. Williams (The Amazing Mr. Williams) d'Alexander Hall
- 1939 : L'Étrange Rêve (Blind Alley) de Charles Vidor
- 1939 : Monsieur Smith au Sénat (Mr. Smith goes to Washington) de Frank Capra
- 1940 : Le docteur se marie (The Doctor takes a Wife) d'Alexander Hall
- 1940 : Trop de maris (Too Many Husbands) de Wesley Ruggles
- 1940 : Blondie on a Budget de Frank R. Strayer
- 1940 : Before I Hang de Nick Grinde
- 1940 : L'Île des damnés (Island of Doomed Men) de Charles Barton
- 1940 : L'Homme que j'ai ressuscité (The Man with Nine Lives) de Nick Grinde
- 1940 : La Mariée célibataire (The Thing called Love) d'Alexander Hall
- 1940 : La Dame du vendredi (His Girl Friday) d'Howard Hawks
- 1940 : L'Ange de Broadway (Angels over Broadway) de Ben Hecht et Lee Garmes
- 1940 : The Lady in Question de Charles Vidor
- 1940 : Musique dans mon cœur (Music in my Heart) de Joseph Santley
- 1940 : Arizona de Wesley Ruggles
- 1941 : Une femme de trop (Our Wife) de John M. Stahl
- 1941 : Le Défunt récalcitrant (Here comes Mr. Jordan) d'Alexander Hall
- 1941 : L'amour vient en dansant (You'll never get rich) de Sidney Lanfield
- 1941 : Under Age d'Edward Dmytryk
- 1941 : Sweetheart of the Campus d'Edward Dmytryk
- 1941 : The Blonde from Singapore d'Edward Dmytryk
- 1941 : Secrets of the Lone Wolf d'Edward Dmytryk
- 1941 : The Devil Commands d'Edward Dmytryk
- 1941 : Confessions of Boston Blackie d'Edward Dmytryk
- 1941 : Le Visage derrière le masque (The Face Behind the Mask) de Robert Florey
- 1941 : La Chanson du passé (Penny Serenade) de George Stevens
- 1941 : J'épouse ma femme (Bedtime Story) d'Alexander Hall
- 1941 : Texas, de George Marshall
- 1941 : Tu m'appartiens (You belong to me) de Wesley Ruggles
- 1942 : Madame veut un bébé (The Lady is willing) de Mitchell Leisen
- 1942 : Ma sœur est capricieuse (My Sister Eileen) d'Alexander Hall
- 1942 : La Justice des hommes (The Talk of the Town) de George Stevens
- 1942 : Le Château des loufoques (The Boogie Man Will Get You) de Lew Landers
- 1942 : Ô toi ma charmante (You were never lovelier) de William A. Seiter
- 1942 : Une nuit inoubliable (A Night to remember) de Richard Wallace
- 1942 : Counter-Espionage d'Edward Dmytryk
- 1942 : Embrassons la mariée (They all kissed the Bride) d'Alexander Hall
- 1943 : Sahara de Zoltan Korda
- 1943 : La Cité sans hommes (City without Men) de Sidney Salkow
- 1943 : Dangerous Blondes de Leigh Jason
- 1943 : Plus on est de fous (The More the Merrier) de George Stevens
- 1943 : Passeport pour Suez (Passport to Suez) d'André de Toth
- 1943 : Reveille with Beverly de Charles Barton
- 1943 : Les Desperados (The Desperados) de Charles Vidor
- 1944 : Sésame ouvre-toi ! (Girl in the Case) de William Berke
- 1944 : Les Saboteurs (Secret Command) d'A. Edward Sutherland
- 1944 : Monsieur Winkle s'en va-t-en guerre (Mr. Winkle Goes to War) d'Alfred E. Green
- 1944 : The Impatient Years d'Irving Cummings
- 1944 : La Fille du loup-garou (Cry of the Werewolf) de Henry Levin
- 1944 : La Reine de Broadway (Cover Girl) de Charles Vidor
- 1944 : Crime au pensionnat (Nine Girls) de Leigh Jason
- 1945 : La Chanson du souvenir (A Song to remember) de Charles Vidor
- 1945 : Cette nuit et toujours (Tonight and every Night) de Victor Saville
- 1945 : Désir de femme (Guest Wife) de Sam Wood
- 1945 : La Cinquième Chaise (It's in the Bag !) de Richard Wallace
- 1946 : Un cœur à prendre (Heartbeat) de Sam Wood
- 1947 : Femme de feu (Ramrod) d'André de Toth
- 1947 : La Cité magique (Magic Town) de William A. Wellman
- 1948 : Le Fils du pendu (Moonrise) de Frank Borzage
- 1949 : L'Atlantide (Siren of Atlantis) de Gregg Tallas, John Brahm et Arthur Ripley